# Beauvoir-en-Lyons
Beauvoir-en-Lyons är en kommun i departementet Seine-Maritime i regionen Normandie i norra Frankrike. Kommunen ligger i kantonen Argueil som tillhör arrondissementet Dieppe. År 2022 hade Beauvoir-en-Lyons 630 invånare.

## Befolkningsutveckling
Antalet invånare i kommunen Beauvoir-en-Lyons
| Referens: INSEE |